# Lençóis
Lençóis é um município brasileiro do estado da Bahia. Está localizado na Chapada Diamantina. Sua população, conforme estimativas do IBGE de 2024 era de 11 170 habitantes.
Conhecida como portal da Chapada Diamantina, Lençóis é tombada pelo Instituto do Patrimônio Histórico e Artístico Nacional (Iphan) e possui a maior infraestrutura da região, com aeroporto, várias opções de hospedagem, alimentação e agências de turismo.
Com história e cultura herdadas do garimpo, a cidade possui inúmeros casarios do século XIX, e conta com um ar cosmopolita, com a presença de turistas do mundo inteiro circulando pelas suas ruas estreitas e calçadas de paralelepípedo.

## História
A cidade de Lençóis é famosa por ser o principal destino turístico da Chapada Diamantina possuindo uma boa infraestrutura para atender os turistas que visitam o parque. A cidade tem, porém, outra riqueza além da deslumbrante beleza natural entorno: seu conjunto arquitetônico e paisagístico, tombado pelo Iphan, em 1973.
O patrimônio histórico e cultural de Lençóis é herança da época em que a cidade foi a maior produtora mundial de diamantes e a terceira cidade mais importante da Bahia, na segunda metade do século XIX. A riqueza da Lençóis transparecia na importação de artigos de luxo e até na instalação de um vice-consulado da França para facilitar o comércio com este país.
O povoamento da cidade teve início em 1845, com a descoberta de minas de diamante na Chapada. Desmembrada do município de Santa Isabel do Paraguaçu (atual Mucugê) com o nome de Vila de Lençóis, em 1856, foi elevada à categoria de cidade em 1864.
Foi uma época de riqueza e ostentação: nos saraus (encontros das famílias e amigos onde se ouvia música ou liam-se poesias), era comum que os participantes usassem diamantes como joias e aplicados em seus trajes. São desta fase as construções mais elaboradas da cidade, como a Capela de Nosso Senhor dos Passos. Entretanto, a descoberta de minas de diamantes na África do Sul (1865) e o esgotamento parcial dos solos da região levaram ao abandono do comércio e do garimpo por seus exploradores.
A partir de 1871 a cidade entra em crise econômica e decadência. Muitos garimpeiros mudaram-se para as faisqueiras de Salobro (Canavieiras). Outros passaram a se dedicar à lapidação de pedras preciosas, outra importante atividade de Lençóis. Há registros da existência de três destas oficinas na cidade, a mais antiga datada de 1880. A plantação de café e, mais tarde, a extração do carbonato (de mesma composição do diamante, porém menos concentrado) ajudaram a retomar, em parte, a economia local. Assim, uma nova fase de desenvolvimento ocorreu, pouco depois, com a repentina valorização do carbonato como abrasivo industrial.
O acervo arquitetônico de Lençóis é formado por cerca de 570 imóveis, basicamente, casas e sobrados da segunda metade do século XIX, construídos com diferentes técnicas onde predomina adobe e pedra. Como todo assentamento de mineração, Lençóis se desenvolveu de forma desordenada: possui uma trama irregular de ruas e ladeiras que se adaptam aos acidentes do terreno intercaladas por pequenas praças e largos. O piso de algumas ruas é constituído da própria rocha que aflora no local. O arruamento colonial surgiu a partir dos polos erguidos ao redor da Igreja de Nossa Senhora da Conceição e da ponte de ligação entre os núcleos instalados em ambos os lados do rio. A construção da ponte, em 1860, ocupou a mão de obra ociosa, vítima da grande seca que assolou o sertão, entre 1859 e 1862.

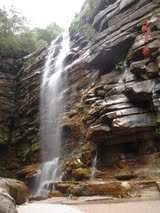
Cachoeira do Mosquito.

### O Garimpo
O garimpo foi atividade típica local, nas Lavras Diamantinas. Desde os primeiros tempos de mineração, a região foi salpicada com ranchos, bateias e outros instrumentos para busca de diamantes e carbonatos.
Na base das rochas, encontram-se planícies em redor das águas. As jazidas de diamantes estão nessa camada, bem como nos leitos de rios, riachos e nos canais naturais.
Ali, homens trabalhavam ao som do disco giratório (bateia) e o bater das águas na roda que impulsionava a indústria que fazia brilhar as gemas que ornaram as damas de então e de hoje.

### O Coronelismo
Lençóis foi a "capital das Lavras", com um vice-consulado francês e apontada como "Vila Rica da Bahia". Depois de todo esse progresso, porém, a região transformou-se no maior centro do coronelismo e da "jagunçada" na região da Bahia.
A década de 20 foi o auge do barbarismo na região: uma época dos chamados "homens valentes", onde o modo de resolver conflitos era medieval (vulgo "revólver na cinta"), e das gatas-bravas (mulheres guerrilheiras).
No sertão baiano, homem valente já foi sinônimo de jagunço. Lutador por ideal ou profissão, jagunço não era o mesmo que cangaceiro. Era "soldado" (entre aspas, porque serviam a um "coronel" entre aspas) sertanejo, a serviço de uma causa e de um chefe (cujo mando era a força, não a lei ou o reconhecimento da população), que, segundo o mito, desconhecia o medo no campo de batalha. No entanto, era apenas mais um pobre, excluído da história do Brasil, servindo ao poder local, muitas vezes contra a lei e o Estado de Direito (mas as notícias jamais chegavam ao governo central).
Horácio de Matos, que dominou a região das Lavras Diamantinas, foi o último e o maior de todos os chefes dos jagunços (as gangues rurais da época). O próprio Governo Epitácio Pessoa foi obrigado a assinar com ele um acordo de pacificação, e a Coluna Prestes teve de sair do país depois que invadiu os seus domínios.
Lençóis não só teve lutas políticas, como ressaltam os escritores que daqui falaram. Também viveu grandes momentos de júbilo embalado nas mais belas e requintadas (nas limitações do interior do Brasil bárbaro da época) comemorações festivas, quer políticas, religiosas ou populares.
As classes beneficiadas pela situação econômica mantinham um grande deslumbramento por exibirem as modas estrangeiras vindas de Paris e de outras partes do mundo, ainda que com mais de cinco anos de atraso, em virtude das comunicações e transportes da época. De volta à terra natal, apresentavam tais produtos como sinal (quase tribal) de privilégio dos senhores donos de garimpos e possuidores de escravos.

### Crise socioeconômica
A partir de meados do século XX, a cidade de Lençóis enfrentou uma grande crise econômica, pois, com a grande procura por diamantes, a pedra se esgotou na região. A partir daí a cidade se viu em um dilema: prosseguir na mineração ou aproveitar suas belezas naturais e arquitetônicas para a atividade turística.
A partir do movimento social chamado Movimento de Criatividade Comunitária (MCC), composto por Steve Horman e moradores da cidade, Lençóis conseguiu em 1973 ser tombada pelo Instituto do Patrimônio Histórico e Artístico Nacional (IPHAN) como Patrimônio Cultural Nacional. Esse foi o primeiro passo para o desenvolvimento do turismo na região da Chapada Diamantina.

## Organização Político-Administrativa
A estrutura político-administrativa do Município de Lençóis é composta pelo Poder Executivo, chefiado por um Prefeito eleito por sufrágio universal, o qual é auxiliado diretamente por secretários municipais nomeados por ele, e pelo Poder Legislativo, institucionalizado pela Câmara Municipal de Lençóis, órgão colegiado de representação dos munícipes que é composto por vereadores também eleitos por sufrágio universal.

### Poder Legislativo Municipal
A Câmara Municipal de vereadores de Lençóis é a instituição que representa o poder legislativo municipal. A sua composição é formada por nove vereadores, e, baseada no resultado das eleições de 2020, ela está distribuída da seguinte forma:
| PARTIDO | PARTIDO | VEREADORES |
|         | PSD     | 2          |
|         | REPU    | 2          |
|         | PL      | 1          |
|         | PP      | 1          |
|         | Avante  | 1          |
|         | PSB     | 1          |
|         | PT      | 1          |
| Total   | Total   | 9          |

### Atuais autoridades municipais de Lençóis
- Prefeita: Vanessa dos Anjos Teles Senna - PSD (2021/-)[13]
- Vice-prefeito: Marcos Vinícius Novais Souza ("Kiko") - PSD (2021/-)
- Presidente da câmara:  Carlos Roberto Alves Oliveira ("Roberto Enfermeiro") - PT(2021/-)

### Remuneração dos agentes políticos do Município de Lençóis
O valor da remuneração (chamado pelo termo técnico de "subsídio") dos agentes políticos de Lençóis é o seguinte:
| Principais "salários" de autoridades municipais (fonte: TCM - Agosto/2022) | Principais "salários" de autoridades municipais (fonte: TCM - Agosto/2022) | Principais "salários" de autoridades municipais (fonte: TCM - Agosto/2022) |
| Poder                                                                      | Cargo público                                                              | Valor (em R$ - reais)                                                      |
| -------------------------------------------------------------------------- | -------------------------------------------------------------------------- | -------------------------------------------------------------------------- |
| Executivo                                                                  | Prefeito(a) Municipal                                                      | 18.000,00                                                                  |
| Executivo                                                                  | Vice-Prefeito(a) Municipal                                                 | 9.000,00                                                                   |
| Executivo                                                                  | Secretário(a) Municipal                                                    | 5.000,00                                                                   |
| Legislativo                                                                | Vereador                                                                   | 5.500,00                                                                   |

### Controle das contas públicas do Município
A fiscalização contábil, financeira, orçamentária, operacional e patrimonial do Município de Lençóis é exercida por meio de controle externo praticado pela Câmara Municipal de Lençóis com o auxílio do Tribunal de Contas dos Municípios (TCM).
O TCM analisa tecnicamente a prestação de contas feita pelos entes municipais e profere o seu parecer prévio sobre elas, cabendo à Câmara Municipal o julgamento político dessas contas (a Câmara Municipal somente pode aprovar as contas reprovadas pelo TCM caso obtenha a votação de 2/3 dos vereadores), e também pelo sistema de controle interno do Poder Executivo Municipal, normalmente representado por controladorias municipais, processo que é executado em obediência ao artigo 31 da Constituição Federal.
O histórico de contas públicas do Município de Lençóis analisadas pelo TCM é o seguinte:
| Ano  | Prefeitura Municipal   | Câmara municipal       | Ano  | Prefeitura Municipal   | Câmara municipal       | Ano  | Prefeitura Municipal   | Câmara municipal       |
| ---- | ---------------------- | ---------------------- | ---- | ---------------------- | ---------------------- | ---- | ---------------------- | ---------------------- |
| 1990 | Aprovada               | Aprovada com ressalvas | 1991 | Aprovada com ressalvas | Aprovada               | 1992 | Aprovada               | Aprovada com ressalvas |
| 1993 | Aprovada com ressalvas | Aprovada com ressalvas | 1994 | Aprovada com ressalvas | Aprovada com ressalvas | 1995 | Aprovada com ressalvas | Aprovada com ressalvas |
| 1996 | Aprovada com ressalvas | Aprovada com ressalvas | 1997 | Aprovada com ressalvas | Aprovada               | 1998 | Aprovada com ressalvas | Aprovada com ressalvas |
| 1999 | Aprovada com ressalvas | Aprovada com ressalvas | 2000 | Aprovada com ressalvas | Aprovada com ressalvas | 2001 | Aprovada com ressalvas | Aprovada com ressalvas |
| 2002 | Aprovada com ressalvas | Aprovada com ressalvas | 2003 | Aprovada com ressalvas | Aprovada               | 2004 | Aprovada com ressalvas | Aprovada com ressalvas |
| 2005 | Aprovada com ressalvas | Aprovada com ressalvas | 2006 | Aprovada com ressalvas | Aprovada com ressalvas | 2007 | Reprovada              | Aprovada com ressalvas |
| 2008 | Reprovada              | Aprovada com ressalvas | 2009 | Aprovada com ressalvas | Aprovada com ressalvas | 2010 | Aprovada com ressalvas | Aprovada com ressalvas |
| 2011 | Aprovada com ressalvas | Aprovada               | 2012 | Reprovada              | Aprovada com ressalvas | 2013 | Aprovada com ressalvas | Aprovada com ressalvas |
| 2014 | Reprovada              | Aprovada com ressalvas | 2015 | Reprovada              | Reprovada              | 2016 | Reprovada              | Aprovada               |
| 2017 | Outra decisão          | Aprovada               | 2018 | Aprovada com ressalvas | Aprovada com ressalvas | 2019 | Aprovada com ressalvas | Aprovada com ressalvas |
| 2020 | em análise             | Aprovada               | 2021 | em análise             | em análise             | 2022 | em análise             | em análise             |

## Clima
Segundo dados da estação convencional do Instituto Nacional de Meteorologia (INMET) de Lençóis, referentes ao período de 1961 a 1962 e a partir de 1964, a menor temperatura registrada no município foi de 6,8 °C nos dias 11 de setembro de 1981 e 22 de julho de 1991 e a maior atingiu 39,8 °C em 7 de dezembro de 2019 e 25 de outubro de 2023. O maior acumulado de precipitação em 24 horas alcançou 201,2 mm em 8 de fevereiro de 1978, seguido por 182 mm em 23 de outubro de 2021, 178,5 mm em 21 de março de 1997, 171,6 mm em 2 de outubro de 1976, 171,5 mm em 15 de dezembro de 1977, 162,3 mm em 11 de dezembro de 2021, 159,8 mm em 20 de novembro de 1980 e 152,9 mm em 7 de julho de 2019. Março de 1997, com 814,7 mm, foi o mês de maior precipitação. Outros meses com totais acima dos 500 mm foram dezembro de 2021 (648 mm), janeiro de 2016 (591,9 mm), janeiro de 1964 (576,1 mm) e dezembro de 1981 (564,1 mm).
| Dados climatológicos para Lençóis                                                                                        | Dados climatológicos para Lençóis | Dados climatológicos para Lençóis | Dados climatológicos para Lençóis | Dados climatológicos para Lençóis | Dados climatológicos para Lençóis | Dados climatológicos para Lençóis | Dados climatológicos para Lençóis | Dados climatológicos para Lençóis | Dados climatológicos para Lençóis | Dados climatológicos para Lençóis | Dados climatológicos para Lençóis | Dados climatológicos para Lençóis | Dados climatológicos para Lençóis |
| Mês | Jan                               | Fev                               | Mar                               | Abr                               | Mai                               | Jun                               | Jul                               | Ago                               | Set                               | Out                               | Nov                               | Dez                               | Ano                               |
| --- | --------------------------------- | --------------------------------- | --------------------------------- | --------------------------------- | --------------------------------- | --------------------------------- | --------------------------------- | --------------------------------- | --------------------------------- | --------------------------------- | --------------------------------- | --------------------------------- | --------------------------------- |
| Temperatura máxima recorde (°C)                                                                                          | 39,6                              | 38,6                              | 38,4                              | 36,5                              | 35,6                              | 36                                | 35,5                              | 35,6                              | 39,5                              | 39,8                              | 39,6                              | 39,8                              | 39,8                              |
| Temperatura máxima média (°C)                                                                                            | 31,7                              | 31,8                              | 31,3                              | 29,9                              | 28,3                              | 27                                | 26,5                              | 27,4                              | 29,5                              | 31,5                              | 30,7                              | 31,1                              | 29,7                              |
| Temperatura média compensada (°C)                                                                                        | 25,5                              | 25,8                              | 25,3                              | 24,4                              | 23,2                              | 21,8                              | 21,3                              | 21,9                              | 23,5                              | 25                                | 24,9                              | 25,2                              | 24                                |
| Temperatura mínima média (°C)                                                                                            | 20,4                              | 20,5                              | 20,6                              | 20,1                              | 18,9                              | 17,5                              | 16,6                              | 17,1                              | 18,1                              | 19,4                              | 19,9                              | 20,2                              | 19,1                              |
| Temperatura mínima recorde (°C)                                                                                          | 12,2                              | 10,2                              | 12,4                              | 11,4                              | 10                                | 8,6                               | 6,8                               | 8                                 | 6,8                               | 11,2                              | 12,4                              | 11                                | 6,8                               |
| Precipitação (mm) | 133,1                             | 93,9                              | 164,3                             | 113,6                             | 62,5                              | 55,7                              | 41,5                              | 40,4                              | 26,4                              | 75,5                              | 135                               | 115,8                             | 1 057,7                           |
| Umidade relativa compensada (%)                                                                                          | 71,4                              | 70                                | 73,6                              | 76,3                              | 77,9                              | 79,3                              | 76,5                              | 72,2                              | 66,6                              | 64,7                              | 71,3                              | 71,7                              | 72,6                              |
| Insolação (h) | 202                               | 186,6                             | 203,9                             | 183,4                             | 166                               | 153,5                             | 174,4                             | 191,8                             | 194,4                             | 201,1                             | 161,7                             | 183,3                             | 2 202,1                           |
| Fonte: INMET (normal climatológica de 1991-2020; recordes de temperatura: 01/01/1961 a 14/11/1962 e 14/09/1964-presente) |                                   |                                   |                                   |                                   |                                   |                                   |                                   |                                   |                                   |                                   |                                   |                                   |                                   |

## Turismo

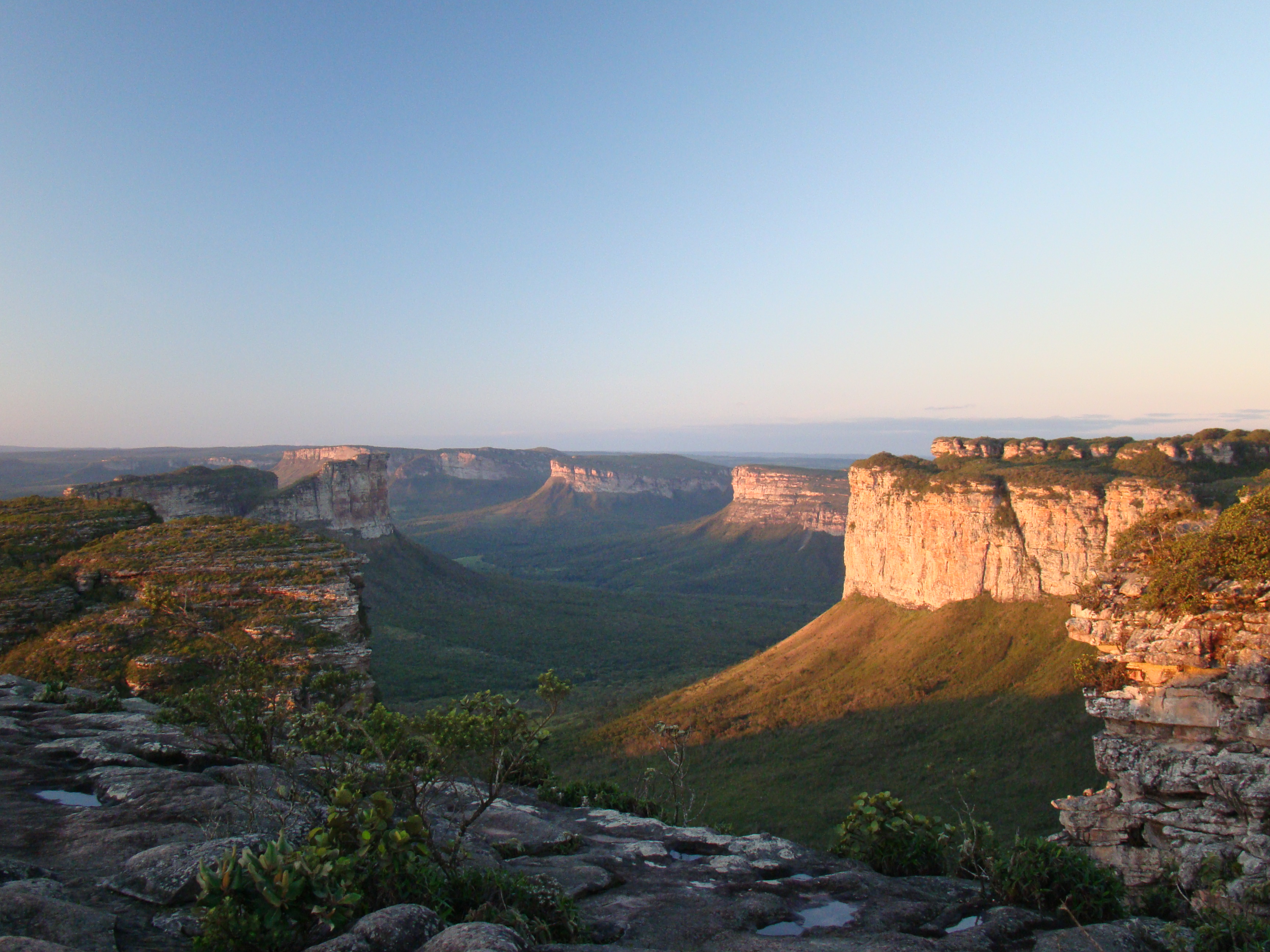
Vista a partir do Morro do Pai Inácio, na divisa com Palmeiras

A cidade de Lençóis está a 394 metros de altitude, fica localizada na Chapada Diamantina, e é famosa por ser o principal destino turístico da região. Os amantes da natureza têm Lençóis como um destino obrigatório.
De 1980 até 1994 o turismo a cidade recebia poucos turistas. Nesse período, os turistas que visitavam Lençóis eram geralmente jovens mochileiros de aproximadamente 25 anos. O turismo se expandiu na cidade e conta com uma ótima infraestrutura para absorver a demanda do turismo. Visitam Lençóis cerca de 120.000 turistas por ano, que ficam em média 8 dias na cidade.
Em 1985, foi criado o Parque Nacional da Chapada Diamantina para proteger e preservar a área.
Dentre os principais pontos turísticos do município estão:

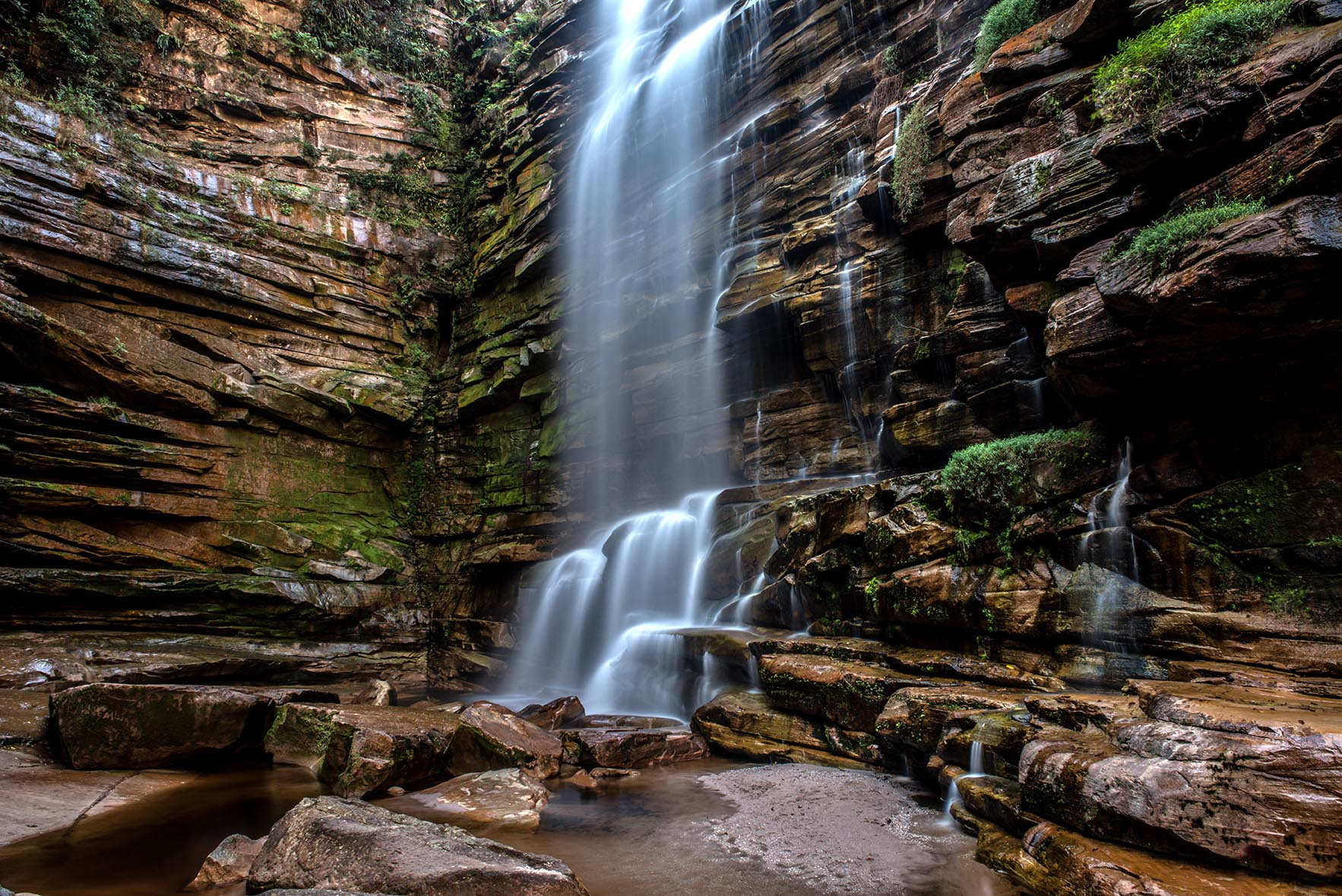
Cachoeira do Mosquito

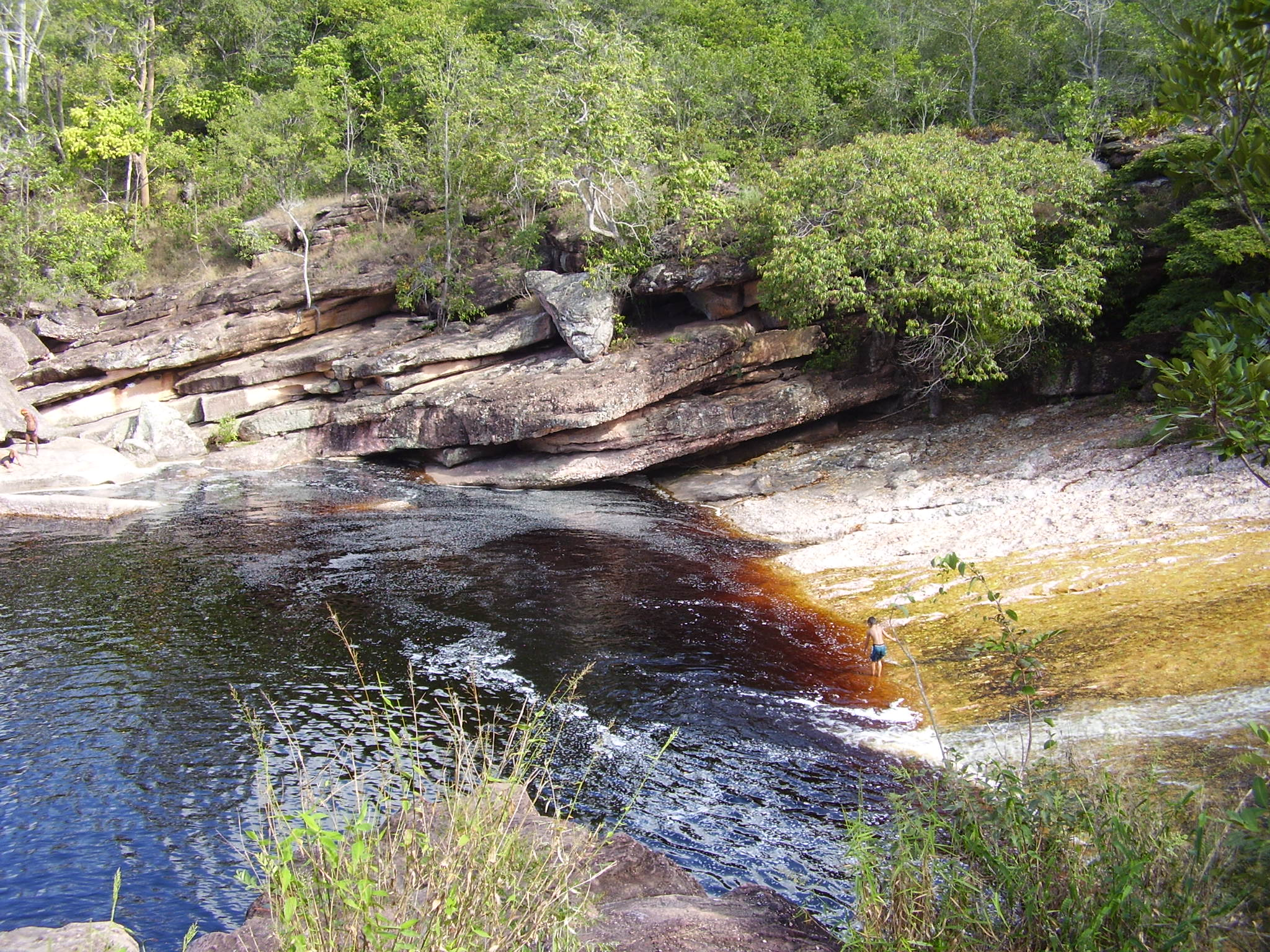
Ribeirão do Meio

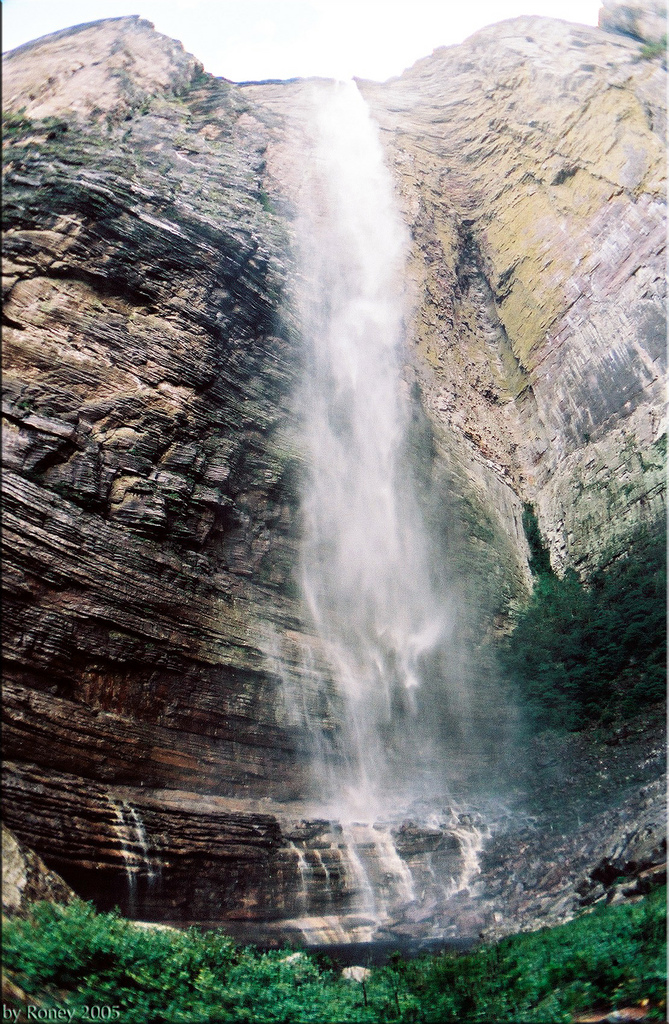
Cachoeira da Fumaça

- Cachoeira do Mosquito
- Serrano
- Ribeirão do Meio
- Cachoeira do Sossego
- Poço do Diabo
- Cachoeira da Fumaça
- Serra das Paridas
- Salão das Areias Coloridas

## Personalidades
Entre os lençoenses ilustres estão:
- Afrânio Peixoto, médico e escritor;
- Dom Obá II d'Africa, militar e líder abolicionista;
- Gemerson Silva Barbosa, atleta de basquetebol;
- Marinho de Oliveira Franco, músico;
- Nildéia Andrade, poetisa e educadora;
- Orlando Senna, cineastra, escritor e jornalista;
- Urbano Duarte de Oliveira, escritor.